# 努尔麦麦提·麦麦提敏
努尔麦麦提·麦麦提敏（1965年7月19日—，化名阿不都许库尔、阿不都许库尔大毛拉、努尔买买提大毛拉、艾布萨米提），维吾尔族，恐怖组织东突厥斯坦伊斯兰运动成员，为中华人民共和国公安部认定通缉的第三批东突分子之一，被国际刑警组织通缉。

## 犯罪活动
1994年，努尔麦麦提·麦麦提敏非法出境至南亚某国，接受暴力恐怖培训，学习使用各类武器和制造爆炸装置。1997年，参与建立东突厥斯坦伊斯兰运动恐怖活动组织，系该组织首批成员。根据组织安排，麦麦提敏于1997年10月在南亚某国秘密建立了恐怖训练营地，出任军事教官，对数十名恐怖活动人员进行了制作爆炸物、使用枪械等方面的训练。接受其培训的买买提明·买买提、艾买提·亚库甫等恐怖活动人员，后来陆续成为组织头目、军事指挥官或其他方面的骨干。
1999年底，麦麦提敏因在南亚某国实施暴力恐怖活动被判处10年有期徒刑。2006年，逃脱监管返回组织，继续策划实施暴力恐怖活动。2007年，指派该组织成员买买提艾力·铁力瓦尔地潜入中国境内，纠集成立暴力恐怖团伙，筹集恐怖活动资金，购买制作爆炸物的原料，从事制爆试爆活动。
2009年以来，麦麦提敏积极招募成员，筹集恐怖活动资金，发展恐怖活动组织。自当年以来，他积极发展组织的实力，发动该组织成员与中国境内亲属和关系人联系，教唆中国境内人员想方设法出境参加组织。为协助中国境内极端分子在境外各国中转，他派遣该组织多名骨干在东南亚、中亚、西亚等国建立接应站点，接应从中国非法出境的极端分子，并为其提供伪假证件，躲避各国执法部门的检查。2011年8月下旬，麦麦提敏以组织指挥官的身份在互联网上发表文字和视频声明，期间煽动中国境内极端分子和恐怖活动人员对中国政府进行恐怖活动，扬言组织将在今后中国境内所有的恐怖活动中发挥领导作用。受其影响，多名在中国境内的极端分子非法出境参加恐怖训练，部分无法出境者则在中国境内实施暴力恐怖活动。
2011年7月底，买买提艾力-铁力瓦尔地暴力恐怖团伙在中国新疆喀什实施了一系列杀人、爆炸、放火等恐怖活动，造成多名无辜群众和公安民警死伤。他于2011年8月在互联网上发表声明，承认上述恐怖活动系组织所为。